# منور (فیلم)
منور (به انگلیسی: Bottle Rocket) نام فیلمی جنایی-کمدی به کارگردانی وس اندرسن است که در سال ۱۹۹۶ ساخته شده‌است. فیلم توسط اندرسون و اوون ویلسون نوشته شد و علاوه بر اینکه اولین تجربه کارگردانی اندرسون بود بلکه اولین فیلمی بود که برادران ویلسون در کنار یکدیگر بازی کردند.
با اینکه فیلم از نظر اقتصادی یک شکست محسوب می‌شد اما توجه منتقدان را به اندروسن جلب کرد. مارتین اسکورسیزی این فیلم را در بین ده فیلم مورد علاقه خود در دهه نود قرار داده‌است.
منور همچنین نام فیلم کوتاهی از اندرسون است که برادران ویلسون در آن بازی کردند و فیلم اصلی بر اساس همان فیلم ساخته شد.
تا سال ۲۰۱۵، منور تنها فیلمی از اندرسون است که بیل موری در آن نقشی ندارد. موری حتی برای شخصیت آقای ابی هنری نیز در این فیلم انتخاب شده بود اما در نهایت در آن بازی نکرد.

## ساخت
فیلم کلا در دالاس، فورت وورث و هیلزبرو تگزاس فیلمبرداری شد. صحنه‌ای که در خانه باب مپلتروپ فیلمبرداری شد، اقامت‌گاه جان گیلیان بود که توسط فرانک لوید رایت طراحی شده‌است.
بعد از شکست فیلم در گیشه اوون ویلسون تصمیم جدی برای پیوستن به نیروی دریایی گرفته بود.

## بازخورد
منور به‌طور کلی با بازخورد مثبت منتقدان مواجه شد. تا ژوئیه ۲۰۱۵ در راتن تومیتوز ۸۵٪ امتیاز تازه به فیلم دادند که منتقدان متوسط امتیاز ۶٫۸/۱۰ و مخاطبان امتیاز متوسط ۸۰٪ دادند.